# ティーン・タイタンズ (アニメ)
『ティーン・タイタンズ』（TEEN TITANS）はDCコミックス社のアメリカン・コミックスに登場する10代（ティーンエイジャー）のスーパーヒーローによって結成されたヒーローチーム、及びコミックのタイトル、もしくはそれを原作としたカートゥーン ネットワークのテレビアニメ（原作と区別するため、テレビ版及びテレビ版設定をもとにしたコミックは「ティーン・タイタンズ・ゴー」と呼ばれることも多い）。アニメ版は日本では2004年11月22日より放映されている。
本項目では、テレビアニメ版の解説をする。

## ストーリー
特殊能力を持つティーンエイジャーたちティーン・タイタンズが、様々な敵に立ち向かう物語。

## 特徴
この作品は、演出に日本のアニメの手法を取り入れている事が最大の特徴である。その手法は、
- 普段6頭身のキャラクターがコメディシーンのみ2頭身になる。
- 記号化された汗や血管で感情を表現する。
- アクションシーンの背景が、具体性のない流線になる。また、打撃の当たった瞬間を止め絵で表現する。

など、多岐にわたる。中でも、止め絵を交えたアクション演出は、非常に冒険的なものといえる。これは本来、作画枚数を節約するために用いられる技法で、枚数の豊富なアメリカの作品には必要ないはずのものだからである。つまり、日本人が苦肉の策として編み出した手を、純粋に演出上の技法として使っているわけで、ここに『タイタンズ』ならではの独自性がある。シリーズ序盤でこそ、無理に日本製アニメを真似ているような硬さが目立っていたが、話数をこなすごとに洗練され、徐々に『タイタンズ』固有の演出・作劇スタイルが完成されていった。
2012年より、米Cartoon Network内、DC Nationにてショートアニメ「New Teen Titans」が放送開始。キャラを2頭身サイズにしコメディ色を強くした1分ほどのショートアニメシリーズ。公式サイトで視聴可能。日本版は、2014年9月より、カートゥーン ネットワークにて「ティーンタイタンズ GO!」として放送（吹替キャストは同じ）。

## テーマソング
PUFFY AmiYumiが歌う「TEEN TITANS THEME」。アメリカのテレビアニメで、日本のグループがテーマソングを歌うのは異例のことである。日本版は「TEEN TITANS THEME（Japanese version）」を歌う。米国放映時にも稀に日本語版が使用される事があった。24話のみPUFFYのマネージャーの登石俊和が歌っている（歌詞は日本語）。演奏はアンディ・スターマー（ドラムス、キーボード、ギター）とジョン・フィールズ（ギター、ベース）。

## 登場人物

### タイタンズ

#### ティーン・タイタンズ
中心的なタイタンズ。個々人の能力も優れるが、その真の力はチークワークでこそ発揮される。
ロビン
声 - 小野塚貴志/英 - スコット・メンヴィル
ティーンタイタンズのリーダー。原作漫画でも初期メンバーの1人。
武術の達人で、特に棒術を得意とする。鋼鉄よりも硬いマントを羽織り、ベルトに仕込んだ多種多様な武器を用いて戦う。
少々毒舌でシビアだが、責任感が強く頼れるリーダーであり、作戦立案からコンビネーションの指示と、チームの中核を務める。そのため、彼が不在時のチームは団結力に欠け、しばしばピンチに陥ってしまう。また、真面目すぎる性格と負けん気の強さから、しばしば仲間との摩擦を招くこともある。
スターファイアーに友達以上の思いを抱いているが、ヒーローとしての使命感からすれ違うことも多い。「東京で大ピンチ」では素直に自分の気持ちを打ち明けた。
5人の中で唯一、スーパーパワー（超自然的な能力）を持ち合わせていない人間。誰一人マスクの下の素顔を見た事がないが、テレビ版コミック「ティーン・タイタンズ・ゴー」ではスターファイアーの前でマスクをとったことがある。
原作のロビンはバットマンの相棒であり、初代から4代目までいるが、バットマンと喧嘩別れした後に「ナイトウイング」と名乗ったりしたあたり、初代ロビンことディック・グレイソンのようである。尤も、コスチュームや棒術使いといった点など3代目ロビンのティム・ドレイクの設定も反映されている。アニメ版では、バットマンは『タイタンズ ビギニング』のエピソードで名前のみ登場（ロビンはケンカ別れした模様）。また、ゴッサム・シティの名前も何度か出ていた。

スターファイアー
声 - 月本こうこ/英 - ヒンデン・ウォルチ
ティーンタイタンズのメンバー。愛称はスター。タマラン星の姫君。キラーモスが作り出した蛾のモンスターである、シルキーの飼い主。
怪力と飛行能力、手からはスターボルトという光弾を放つことができる。また、キスをすることで相手の言葉を話せるようになる。『私はモンスター?』のエピソードからは、目から光線を発するようになる。
放射能や寒さに強い体質だが、クロムアレルギーで、くしゃみをするとスターボルトが飛び散るため、みんなは前もって逃げている。マスタードがお気に入りで、何にでもかけたりソフトドリンクのように飲んだりもする。
仲間思いで、ウソをつくのが苦手な素直で明るい性格。人間離れした美貌の持ち主で、かなりの天然が入っている。また、喧嘩した仲間が仲直りしたとき、一番喜ぶのも彼女。また、高潔で道徳心が強い。ただし、チーム結成のエピソード『タイタンズ ビギニング』の時点では、「高潔な人格」や「道徳心」は見られない。仲間にタマラン星のことわざや説話を聞かせたがるが、地球人には理解できない話が多い。同じくタマラン星の一発ギャグで周囲を凍りつかせたこともある。
193cmという高身長である（5人中2番目）。
なお、タマラン星人は緑の目と、茶色の毛を持ち、胃が9個ある。服の色はすべて、スターファイアーと同じ。タマラン星の料理は地球でいうゲテモノ系で、彼らがそれを食べている姿はかなり獰猛である。スター自身もカビが生えたままの食材を平気にしている場面がある。
シルキー
スターファイアーのペット。キラーモスが作り出した蛾の幼虫。元々ビースト・ボーイが他のメンバーに内緒でキラーモスの基地から持ち出して飼っていたものだが、『わたくしのペット』でスターファイアーに匿ってもらったところ、そのままスターファイアーのペットとなる。決して普通のペットとはいえないが、少し愛嬌のある顔をしている。
サイボーグ
声 - 魚建/英 - カリー・ペイトン
ティーンタイタンズのメンバー。愛称はサイ。
高校生の時に、事故によって瀕死の重体から、顔の半分と内臓以外を機械化されサイボーグとなる。チーム結成のエピソード『タイタンズ ビギニング』の時点では、機械化された身体にコンプレックスを持ち、衣服で隠していた。右腕のソニックキャノンは、この時のロビンのアドバイスにより使用するようになった。
このソニックキャノンが主武装で、ミサイルなど様々な装備を内蔵している。また、取り外した腕は遠隔操作することもできる。機械関係にはめっぽう強く、自分のボディを整備・改良する他にも、基地のセキュリティシステムや乗物（TカーやTシップ）の開発などを一手に請け負う。
怪力の持ち主だが、バッテリーが切れると動けなくなる弱点がある。よくバスケや、チェスなどをするが、平凡な時はほとんど勝ったことがない。
テレビゲーム力では、タイタンズの中で最も高い。また、マスとメノスにスペイン語で自己紹介出来る程度にスペイン語も話せ、結成したばかりでチームワークがバラバラだったタイタンズ・イーストに的確な指示を送ったこともある。
マイペースな性格で、規則にうるさいロビンとは衝突することもあるが、戦闘ではロビンとの名コンビネーションで敵を倒し、ロビンともいい友達として成り立っている。ジョークをよく言う。また、料理が得意で食欲も旺盛。特に肉が好きで、どんな時でも「肉、肉、肉!」と叫ぶ。
シーズン3では、ホログラフィック技術で姿を偽装する装置を開発し、ストーン（原作での彼の本名がヴィクター・ストーンである）と名乗ってH.I.V.E.に潜入した。部屋の壁にはジンクスと撮ったツーショット写真も飾ってある。
寒さに弱く、寒冷地ではダウンジャケットを羽織り、マフラーをし、帽子も被っている（スターファイアー以外の4人は防寒装備をしていたが、サイボーグ以外の3人は、フードやタイツ、厚手のマント程度であり、見た目が大幅に変わっていたのはサイボーグのみ）。
ビースト・ボーイ
声 - 宮田幸季/英 - グレッグ・サイプス
ティーンタイタンズのメンバー。本名はガーフィールド（ただし自分ではダサい名前と考えていたらしく、タイタンズのメンバーには教えていなかった。原作での彼のフルネームはガーフィールド・ローガンである）。ドゥームパトロールのメンバーだが、命令違反から休職。その間にタイタンズメンバーと出会い、チームを結成する。着用しているコスチュームは、このドゥームパトロール時代からのもので、当時は頭部から目元まで隠されているマスクを着用していたが、タイタンズ結成（『タイタンズ ビギニング』）以降はマスクを外した。また、初対面のときはロビンに対して敬語を用いていた。
緑色の肌を持つ少年。様々な動物に変身できる能力を持ち、小動物に化けての偵察任務や猛獣に化けての戦闘など、その用途は多彩であるが、何に変身しても体色は緑のままなので、変装としては役立たない。お調子者でイタズラ好きな、チーム内のムードメーカー（ただし、かえって雰囲気を悪くする場合がある）だが、デリケートなところもある。
サイボーグとは、いつもTVゲームなどを競い合う。かなりのテレビオタク。
菜食主義者で、好物は豆腐。肉や卵などは牛等に変身したときに同情してしまうため一切受けつけず、肉が好きなサイボーグにキレたこともある。
テラに恋をするが、そのために過酷な試練にぶつかることになる。
スターファイアーが飛ばされた20年後の未来では、中年太りになっていた上に、頭もハゲてしまっていて、見せ物にされていた。
原作コミックではチェンジリングに改名している。
レイブン
声 - 小平有希/英 - タラ・ストロング
ティーンタイタンズのメンバー。謎多き魔法使いの少女。「アザラス・メトリオン・ジントス」という呪文を唱え、魔法を発現する（ちょっとした事なら呪文を唱えなくてもできる）。物体を操作する、壁を抜ける、傷を治す（骨を治す事はできない）など、様々な効果がある。
無愛想かつ毒舌で、人を遠ざけるような言動ばかりしているが、決して冷血ではなく、仲間思いな人物である。また、ホラー映画が好きなのに怖がったり、見知らぬ星のエイリアンにマッサージをさせたりと、意外とお茶目でかわいらしい一面もある。実は異世界アザラスの出身。「スカース（トライゴン）が地球に現れるための扉」という役目を背負わされている。
感情が昂ぶると、額に赤い四つの目が浮かび上がる。暴走すると、目が赤く光って猛烈なパワーを発揮し、青いマントの下に敵を引っ張り込み、溶かしてしまう。大カラスにも変身できる。
趣味は瞑想、読書（呪文系）。車の運転を行ったり、本部内の機械等をいじっていたりすることもある。部屋には、カラスや人の顔の石像などがある。ビーストボーイのギャグには愛想が尽きており、つっこむことも多いが、最初に笑ってくれたのも彼女である。つっこむと、かえって彼女が笑われることもある（『タイタンズ ビギニング』）。

#### タイタンズ・イースト
バンブルビー
声 - 武田華/英 - キーア・クリスタル・キーマー
タイタンズイーストのリーダー。蜂を模した衣装の女性のヒーロー。明るく誰とも打ち解けやすい活発な性格。当初はスパイとしてH.I.V.E.に潜り込んでいた。アクアラッドとはH.I.V.E.に潜り込む前からの知り合いで、サイボーグとは、H.I.V.E.に侵入してきたときに出会って以来仲良くなり、彼をスパーキーと呼ぶ。サイボーグがタイタンズ・イーストを結成させた後、リーダーに任命される。
B字型の扇子に似た武器から電撃を放ち、片手から電力を供給することで威力を上げることができる。背中の羽で自在に宙を飛び、身体を蜂のようなサイズまで縮めることも可能。
スピーディ
声 - 私市淳/英 - マイク・エルヴィン
原作漫画での初期メンバーの1人。新進気鋭の若手ヒーローで、百発百中の弓の名手。いつもいろいろな矢を用意しており、臨機応変に使いこなす。いつも髪型を気にしている伊達男だが、出会った直後からロビンとはどこか気が合うよう。少し怒りっぽい。
エピソード『ヒーロー大集合』で初登場し、後にタイタンズ・イーストのメンバーとなる。マスクがロビンとかぶるため、なにかと間違われることが多く、その度に激怒する。また、怠け者な為、働き者のバンブルビーと衝突することがある。
原作コミックでは、グリーンアローのパートナーである。
アクアラッド
声 - 加藤木賢志/英 - ウィル・ウィトン
原作漫画での初期メンバーの1人。アトランティス人の子孫である海底人。すべての海の生物と意思の疎通ができ、水を自在に操ることもできる。後にタイタンズ・イーストのメンバーとなる。原作コミックでは、アクアマンのパートナーである。
住み処には、腕の立つメカニックのトラムがいる。
エピソード『6人目のヒーロー』で初登場。その時は、ビーストボーイと、色々競い合っていた。
物腰も柔らかで一見、優男風の風貌だが、深海の水圧にも耐えられる肉体から発揮するパワーはタイタンズ・イーストでも最高を誇る。
魚は友達だと思っている為、魚を食べる事ができず魚料理を見ると吐き気を催す程落ち込む。
トラム
ヤゴ系のミュータント。アクアラッドの住処に同居していてメカに強い。空気を大量に含み身体を膨らませることができる。

マスとメノス
声 - 小野塚貴志/英 - フレディ・ロドリゲス
エピソード『タイタンズ・イースト』で初登場。グァテマラ出身の双子のヒーロー。二人が手を合わせれば、磁力パワーで超高速活動ができる。また離れていても、磁力を感じてお互いの居場所を探れる。
出身地ゆえか、スペイン語しか話せない（日本語版でも同様にスペイン語）が、他のメンバーと（取りあえず）意思の疎通はできているようである。
エピソード『決定版 タイタンズ・チャレンジ』では、コントロール・フリークのリモコンによって初めて日本語吹替となり、倒した後に元に戻る。エピソード『タイタンズ!応答せよ』からは登場時から日本語吹替である。
マス
名前はスペイン語で「プラス」の意味で、コスチュームにプラスのマークがついている。
メノス
名前はスペイン語で「マイナス」の意味で、マイナスのマークがついている。

#### その他のタイタンズ
テラ
声 - 桑谷夏子/英 - アシュレー・ジョンソン
エピソード『大地の少女テラ』から登場。各地を放浪していた道中でティーンタイタンズと出会い、のちに仲間となる少女。
タイタンズに関しては、いろいろ調べていたらしく、詳しかった。
土や岩石を自在に操る能力を持ち、これで敵を攻撃するほか、上に乗って空を飛ぶこともできる。
少し遠慮が無さすぎというところもある。本来は明るく優しい少女だが、自身の強大すぎるパワーへの恐れから、精神的に不安定な部分がある。「強くなりたい」という願望を持つためスレイドの弟子になるが、タイタンズ（特にビーストボーイ）との友情の板ばさみにあい、その運命を大きく狂わせていく。
ワイルドビースト
声 - 酒井敬幸/英 - ジム・カミングス→ディー・ブラッドリー・ベイカー
『ヒーロー大集合』から登場。雄牛のような頭と大きな角を持ち、突進系を得意とする。
ホットスポット
声 - 根津貴行/英 - バンパー・ロビンソン
『ヒーロー大集合』から登場。能力使用時は全身が炎のように熱くなり、手のひらで作った火の玉を飛ばすことができる。また、全身を火の玉で包み、その火の玉を発射することもでき、飛行能力もある。素顔は黒人の少年である。
カミナリ兄弟（ライトニングとサンダー）
エピソード『カミナリ兄弟』に登場。自分たちの力を試すために破壊を行い、ティーンタイタンズと対決する。
ライトニング
声 - 石井真/英 - クイントン・フリン
後に和解し仲間となる。ライトニングは、サンダーの様子をみて和解する。
サンダー
声 - ショッカーO野/英 - スコット・ブロック
後に和解し仲間となる。サンダーは、ビーストボーイに説得された。

レッド・スター
声 - 武虎/英 - ジェイソン・マースデン
『レッド・スター』に登場した元軍人。人体実験で、虚弱な体から超人へと生まれ変わるが、副作用により意思に反して核爆発を起こしてしまう。そのため人里離れた山奥のシェルターに一人暮らす。
宇宙にて大爆発を起こし消滅したかのように思えたが、エピソード『タイタンズ・ゴー!』では普通に登場している。
コール&グナーク
『地底の少女 コール』登場。
地下世界は北極の地下にあり、温暖な環境で恐竜が住んでいる。
コール
声 - 恒松あゆみ/英 - タラ・ストロング
体を水晶にする能力を持つ、明るく前向きな女の子。
グナール
声 - 河本邦弘/英 - ディー・ブラッドリー・ベイカー
水晶化したコールを武器に闘う原始人。サイボーグからは、よく名前を「ナーク」と間違えられ、その度にコールやタイタンズからツッコまれる。グナークが文明に馴染めないため、地下世界で暮らしている。

「将来のスーパーヒーロー」3人組
『ベビーシッターは楽じゃない』登場。幼いながらも、それぞれ能力を持った「将来のスーパーヒーロー」3人組。
メルヴィン
声 - 菊地優見/英 - ラッシ・テイラー
能力は、イマジナリー・フレンドのボビーを実体化させるもの。最初は姿が見えなかったため、レイブンはイマジナリーフレンドと能力は無関係と思っていた。ボビーが見えるようになると、巨大な熊のぬいぐるみの姿として出現し、ムッシュ・マラーと互角の格闘戦を行った。
ティーザー
声 - 城雅子/英 - タラ・ストロング
能力は超音波。3人の中では一番の泣き虫で駄々っ子。いつもロングタオルを持って指をくわえている。
ティミー
声 - 木川絵理子/英 - ラッシ・テイラー
1歳にも満たない赤ん坊である。能力は金属などを食べ、口から飛ばすこと。

キッド・フラッシュ
声 - 井上剛/英 - マイケル・ローゼンバウム
原作漫画での初期メンバーの1人。『キッド・フラッシュ』登場。超高速で活動できる能力を持つスピードスター。マスとメノスが驚くほどであるため、その加速力は2人以上と思われるが、ハイヴ・ファイヴメンバーのビリー・ヌメラスが分身する速度には負けている。
原作では初代から三代目までがいるが、本作に登場しているのは初代のウォーリー・ウェストである（後の三代目フラッシュでもある）。
彼の初登場エピソード『キッド・フラッシュ』では、彼以外のヒーローは登場せず、一人でハイヴ・ファイヴを手玉にとっており、「なぜ6人なのにファイブなのか?」とつっこんだこともあった。また、ジンクス（ハイヴ・ファイヴのリーダー）に気があるようで、更生させようと説得したり、花をプレゼントしていた。
ヘラルド
声 - 逢坂力/英 - カリー・ペイトン
所持しているトランペットを吹くと、異次元空間の入り口を作り出せる。異次元空間は空間移動に使用する他、敵を閉じ込めることもできる。
ジェリコ
相手と目が合えば、相手の身体に入り自由に操ることができる。口がきけないが、入った相手の身体を使って喋る事はできる。
原作において、彼はスレイドの息子となっているが、アニメでは二人が顔を合わせるエピソードも無く、このことには特に触れられていない。
キロワット
電気を武器にする。同じ電気系のモンスターオーバーロードの電力すら自分のものにする。
パンサ
声 - 根本圭子/英 - ダイアン・デラーノ
虎系のマスクをした覆面女子プロレスラー。得意技はアイアンクロー。
アージェント
声 - 三宅華也/英 - ヒンデン・ウォルチ
ゴスロリ系の服をまとった女の子。両手から赤いゼリー状のものを出し、物体化させる能力を持つ。
ブシドー
寡黙なサムライ。剣術の達人。

ジンクス
声 - 黒河奈美（無印版）、沖佳苗（GO!）/英 - ローレン・トム→タラ・ストロング

### ドゥームパトロール
ティーンタイタンズとは対照的に、年齢的に大人のチーム。ビーストボーイが所属していた。チーム内では時折互いを本名で呼ぶ習慣がある。エピソード『ドゥーム・パトロール』に登場。
メント
声 - 相沢正輝/英 - ザンダー・バークレー
ドゥームパトロールのリーダー。（原作コミックではロボットマンがリーダー）本名はスティーブ。サイコキネシスで念力や透視などの能力を持つ。
悪に対しては、「正義を貫くためなら、仲間の犠牲も止むを得ない」と考える。ビーストボーイに対しては厳しくする一方で色々と気にかけている。
エラスティガール
声 - 根本圭子/英 - タラ・ストロング
ドゥームパトロールのメンバー。本名はリタ。チームの中で唯一の女性。巨大化する能力を持つ（原作コミックではミクロ化能力も兼ね備えている）。
原作ではスティーブと結婚している。
ロボットマン
声 - 赤城進/英 - ピーター・オノラティ
ドゥームパトロールのメンバー。本名はクリフ。脳以外を機械化した体を持ち、巨体を生かしたパワー攻撃は、これまで登場したヒーローの中でも最強といえる。原作コミックではチームの在籍期間が最も長い。
ネガティブマン
声 - 宮島史年/英 - ジャッジ・ラインホルド
ドゥームパトロールのメンバー。本名はラリー。普段は、包帯グルグル巻のミイラ男。分離した黒い影は、飛行能力や、自由自在に変形する能力を持つ。しかし、長時間分離していると本体もろとも死に至る。

### その他
ラリィ
声 - 阪口大助/英 - ディー・ブラッドリー・ベイカー
『もう1人のロビン』登場。4と9/8次元から来た自称ロビンの1番のファン。ロビンには、よく唾をひっかける。魔法の指を持つ。オープニングにも出てきた稀有なキャラクター（画像のみならず、歌も唄った）。
フィックスト
声 - 佐々木睦/英 - トム・ケニー
埋立地の地下に居たサイボーグ。サイボーグを気に入り、仲間にするべく彼を完全なロボットにしようとしたが、彼なりの善意に基づく物で悪意があったわけではない。
『サイボーグの悩み』登場。
ソート
声 - 髙階俊嗣/英 - ディー・ブラッドリー・ベイカー
異星人。顔はモアイに似ている。悪意は無いが、ワガママで泣き虫。かなりタフであり、タイタンズのあらゆる武器をもってしても、傷ひとつ付かない。何にでも変身するビーストボーイを、かなり気に入っていたが、乱暴に扱うところもあった。
『犬も歩けば…』登場。
ソートの元ペット犬
声 - 福島潤/英 - ディー・ブラッドリー・ベイカー
ソートのペット。ビーストボーイと同じ緑色の犬。そのため、ビーストボーイが間違ってソートに連れて行かれた。ずる賢い性格で、地球の言語を話せるのに、ただの犬のふりをしていた。体が不定形で、狭いところでもいとも簡単に通過するが、密閉した容器からは出られない。レイブンに異様になつき、なめまくっていた。
『犬も歩けば…』に登場。

サラシム
声 - 米村千冬/英 - キンバリー・ブルックス
サイボーグが連れてこられた紀元前の世界に住む若く勇敢な女戦士にして村の長。村を襲う魔物の集団相手に村人やサイボーグと共に戦ううちにサイボーグに惹かれていく。
『原始人サイボーグ』登場。
バイオール
声 - 滝知史/英 - ステフェン・ルート
機械兵団「ロクリックス」相手に戦う、宇宙でも有名なスーパーヒーローであるベルナシア星人。
飛行能力、怪力、目からの光線を武器とする。正義感、リーダーシップ、勇敢さ、男気を兼ね備えたヒーローらしいヒーローであり、タイタンズメンバーからも慕われたが、同時にタマラン星人を宇宙の蛮族と見做す人種差別意識を持ち合わせた惑星の出身者であるために、タマラン星人であるスターファイヤーに対してはむごい仕打ちをする。
ロビンには“スパイク”、レイブンには“サンシャイン”、サイボーグには“タフガイ”、ビーストボーイには“チャンプ”と愛称をつけていたが、そこでもスターファイヤーには“トローク”、“トロッキー”とタマラン星人に対しての人種差別用語を用いていた。その人種差別意識はスターファイヤーが彼の為に功績を挙げようとも彼の命を救っても（彼は命を救われることさえ拒んでいた）変わることのないものであり、ついには仲間を侮辱されたことに怒るタイタンズとも縁を切ることとなった。
『トローク』登場。
鳥のようなエイリアン（名称不明）
タイタンズが（宇宙での調査の途中で事故に遭い）墜落した星にいた宇宙人。気絶していたレイブンの傍らに多くいた。キレたレイブンをも丸め込んでしまう不思議な力を持つ。最初はレイブンを嫌っていたが、いつの間にか仲良くなり召使いのように使われていた。
『ガールフレンド』登場。

### ヴィラン（敵）
スレイド
声 - 宇垣秀成/英 - ロン・パールマン
正体不明の謎の悪人。黒と金色のマスク、灰色のプロテクターに身を固め、その素顔を知る者はいない。ロビンに勝るとも劣らない武術を体得し、同じく棒術を得意とする。優秀な後継者の育成が目下最大の望みで、シーズン1ではロビンを味方に引き入れるために幾度も策を巡らし、シーズン2ではテラの心の弱みにつけこんで彼女を悪の道へ誘った。
シーズン2の終盤、溶岩に落ちて絶命したが、シーズン4でトライゴンと取引を交わし復活した（だが、その実体はゾンビであり、生前ほどの力は無かった）。タイタンズがトライゴンを陽動している間に、レイブン救出に向かうロビンと共闘し、ロビンに対し人生の先輩であるかのように振舞った。その後真の体を取り戻し、トライゴンが倒された後、行方をくらました。
シーズン5最終話では、テラの幻影を追い続けるビーストボーイに「正義のヒーロー／悪のヒーロー」は孤独が宿命であると説いた。
原作ではデスストローク・ザ・ターミネーターと名乗っており、スレイドは本名である。
『仲間割れのピンチ』から登場。
シンダーブロック
声 - 望月健一/英 - ディー・ブラッドリー・ベイカー
スレイドのエージェント。石の巨人で怪力が武器。その威力はサイボーグと同等。ただし、知能はやや劣り、唸るが言葉は発しない。
『仲間割れのピンチ』『スレイドの野望』『対決』『スレイドの亡霊』登場。
プラズムス
声/英 - ディー・ブラッドリー・ベイカー
スレイドのエージェントであるヘドロの怪物。強烈な悪臭を放っており、自身の体を硬化させて武器にしたり、体の一部を飛ばして攻撃する。軟体体質のため、あらゆる攻撃の効果が薄く、タイタンズもよく苦戦する。弱点は低温。
正体は普通の人間で、彼が起きるとプラズムスに変身してしまう。汚水など汚いものを飲食して巨大化し、大量の「汚いもの」を取り入れると進化する。
『仲間割れのピンチ』『わたくしはモンスター?』『対決』『滅亡の日パート1』登場。
ブラックファイアー
声 - 浅野まゆみ/英 - ヒンデン・ウォルチ
スターファイアーと顔がそっくりの姉。自分の欲望のためなら妹も蹴落とす極悪人で、シーズン3では女王になってタマラン星を支配しようとした。他のタマラン星人と違って髪の色は黒。
『お姫様の秘密』『お姫様の結婚式』登場。
マンボ
声 - 志賀克也/英 - トム・ケニー
様々な手品を犯罪に利用するマジシャン（コメディアンの要素もある）。マジックゆえに意表をついた攻撃が主なので、タイタンズに善戦することも多く、あらゆる方法でタイタンズを困らせる。彼の帽子の中には、彼だけの世界がある。弱点はステッキで、これを折られると正体である中年の男性に戻ってしまう。
『サイボーグの悩み』『バニーレイブンあるいはタイタンズ脱出大魔術』登場。
Dr.ライト
声 - 千葉一伸/英 - ロジャー・バムパス
電気を操る怪人。初登場時から前述の力でロビンたちを圧倒的な強さで苦しめていったが、暴走したレイブンにトラウマを持つほどの恐怖を体験させられたことがある。それ以降はレイブンを見て降参するようになり、以降所謂「かませ犬」なキャラとしての扱いを受けることに。
『レイブンの謎』『預言の始まり』『地底の少女 コール』登場。
パペットキング
声 - 白鳥哲/英 - トレイシー・ウォルター
手にしたリモコンを使って精神（魂）を抜き取ったり、入れ替えたりすることができる。また、魂を失った肉体はゾンビとして彼に使役される。弱点はリモコンで、これを壊されるとただの人形になってしまう。
『入れ替わった二人』登場。
トライデント
声 - 楠見尚己/英 - クランシー・ブラウン
アトランティス人の生き残り。手にした三又の矛が武器で、破壊光線等を発射する。半魚人なので水中戦は得意。自分のクローンを製造し、軍団を結成した。
『6人目のヒーロー』登場。
マッド・モッド
声 - 梅津秀行/英 - マルコム・マクダウェル
ステッキで超常現象を操る。また、ステッキは自分と相手の年齢を入れ替えることが可能。だが、ステッキが壊されると超能力は失われてしまう。イギリス生まれであり、コスチュームはイギリスの国旗である。本来は老人。
『Mad Mod』『キング・モッディ1世』登場。
オーバーロード
声 - 最上嗣生/英 - ジェームズ・アーノルド・テイラー
暴走した電子カード。電気を吸収して人型のボディを作り、機械を自由に操る。その後スレイドの部下となり、さらにスレイドによってシンダーブロックとプラズムスと合体もした。強烈な電撃が武器。水に弱い。
『Tカーを取り戻せ!』『対決』登場。
ワープ
声 - 安井邦彦/英 - ザンダー・バークレー
百年後の未来から来た犯罪者。「時間を超える機能」を持った強化服を着用する。彼を追ったために、スターファイアーは20年後の未来に飛ばされてしまう。スターファイアーに触発されて再結成された20年後のタイタンズと戦ううち、胸の航時機を破壊され、赤ん坊にまで若返ってしまった。
『タイタンズ!応答せよ』では、元の姿で登場した（ブラザーフッド・オヴ・イーヴルのブレインの力かどうか定かではない）。
『友情は永遠?』登場。
アトラス
声 - 原田晃/英 - キース・デイヴィッド
格闘ゲームのチャンピオン・ロボット。自分の強さに酔って威張り散らしているが、メカニックがいないと一人ではメンテナンスもできない。
『ゲーム王アトラス』登場。
スパイク
声 - 中尾良平/英 - ジョン・ディマジオ
アトラスのメカニック。アトラスに散々こき使われていたが、ロビンの説得によりアトラスに反発し彼の元を去った。
『ゲーム王アトラス』登場。
コントロール・フリーク
声 - 岡田貴之/英 - アレックス・ポリンスキー
ビーストボーイに引けをとらない程のテレビオタク。大きな腹とオレンジの長髪が特徴で、中年男性に近い容姿をしている。
どんな物もビデオのように操作できるリモコンを持つ。また、ダース・モールの様なライトセーバーも持つ。リモコンが弱点で、これを奪われると何もできなくなる。
シーズン2で初登場、タイタンズの活躍で刑務所行きになったが、シーズン4で再挑戦した。
シーズン5では、三度タイタンズに戦いを挑むが、留守を預かるタイタンズイーストと闘うこととなった。タイタンズからは「二流」と見なされているようで、サイボーグからタイタンズイーストに渡されたデータの中に、彼のデータは入っていなかった。
『ホラーナイト』『テレビ王国』『決定版タイタンズ・チャレンジ』登場。
キラーモス
声 - 斉藤次郎/英 - トーマス・ヘイデン・チャーチ→マーク・ウォーデン
蛾のような姿を持つマッドサイエンティスト。背中の羽で飛ぶ事もできる。シルキー（M319）を含めた、蛾のモンスター達の父親。かなりの親バカであり、娘のキトゥンに頭が上がらない。
『ロビンの恋人』『わたくしのペット』登場。
キトゥン
声 - 中尾衣里/英 - タラ・ストロング
キラーモスの娘。性格はわがままで、キラーモスをも振り回す。かなりのナルシスト。普通の人間の女の子だが、すすんで戦場にむかう度胸を持つ。
ロビンのことを「ロビンたん」と呼び、交際を迫ったが、スターファイアーとロビンに、あるボタンをこわされ逮捕された。
『ロビンの恋人』登場。
ファング
声 - 藤井啓輔/英 - ウィル・フリードル
キトゥンの元彼。ロビンと同様、「たん」づけされていた。キラーモスに作られたようである。吐き出す液に触れると全身麻痺してしまう。
外見は、「巨大な蜘蛛」の頭部から「普通の人間の身体がぶら下がっている」状態。人間の顔は蜘蛛にめり込んでおり、蜘蛛の足が長いため、人間の身体は足が地に着いておらず、ふらふらと揺れている。
『ロビンの恋人』登場。
シロネリアン
声 - 武田華/英 - キャシー・キャバディーニ
タマラン星人の天敵である巨大な虫。装甲は硬く、強敵である。変身が可能で、スターファイアーを食べようとしたが、元にもどったスターファイアーに叩きのめされた。
『私はモンスター?』登場。
マスター・オブ・ゲーム
声 - 中田譲治/英 - ジム・カミングス
ロビン達ヤングヒーローを召喚し、トーナメントを開催する。ヤングヒーロー達の能力を取り込み、我がものにしようとする。
『ヒーロー大集合』登場。
ジョニー・ランシド
声 - 佐々木誠二/英 - ヘンリー・ロリンズ
バイクに乗った荒くれ者。
一度はロビンを負かした程の腕前。だが、ラリーとのタッグを組んだロビンに敗北。再登場するも、噛ませ犬に成り下がる。
『もう1人のロビン』『わたくしのペット』『激戦ロードレース』登場。
レッドエックス
声 - 小野塚貴志/英 - スコット・メンヴィル
黒いスーツに身を包んだ、Xマークをモチーフにした悪人。赤いXを取り出し、武器に使う。その正体はロビンがスレイドの計画を探る為に変装した姿。
なお、この作戦はロビンの暴走で行なわれたために、タイタンズの他のメンバーとの関係に一時亀裂が生じた。
『レッドエックス』登場。
レッドエックス（2代目）
声 - 小野塚貴志/英 - スコット・メンヴィル
ロビンが封印したレッドエックスのスーツを、ある泥棒が盗み出して着用した姿。最後までスーツを脱がなかったため素顔は不明だが、背格好はロビンとほぼ同じ。基本的には悪人だが、ロビンと共闘したこともある。強さの秘密は、そのスーツに仕込まれたあらゆる兵器だが、本人の身体能力もかなり高い。
『帰ってきたレッドエックス』『激戦ロードレース』登場。
チャン教授
声 - 長島雄一/英 - ジェームズ・ホン
悪人たちに、武器や劇薬を売っていた武器商人。
『帰ってきたレッドエックス』『タイタンズ・イースト パート1 - 2』登場。
アドニス
声 - 根津貴行/英 - グレッグ・サイプス
超人的な力を持つスーツを着た青年。本人は特に強くないが、スーツのおかげでかなりの強敵となっている。あることがきっかけでビーストボーイと共に野獣になった。
『内なる野獣』『最高の人生』登場。
クラル
声 - 茂木優/英 - マイケル・クラーク・ダンカン
サイボーグが連れてこられた紀元前の世界の住人で、サラシムの村の勇者だった。勇敢に振舞っているが、実際は自らが配下にした魔女（声 - 村上あかね）に魔物を作らせて村を襲わせ、それを退治する事によって勇者になっていた卑劣漢。歴史の本ではサラシムに倒された。
『原始人サイボーグ』登場。
マルキオール
声 - 竹若拓磨/英 - グレッグ・エリス
「『邪悪なパワーを持つドラゴンのローラック』を本の中に封印した大昔の魔術師」ということだったが、実はお互いの名前を入れ替えていた為、彼がドラゴンであった（つまり、魔術師の名がローラックという事）。
レイブンの孤独感につけこみ、自らの封印を解こうと企んだ。封印が解けた後はタイタンズと戦ったが、復活に際して必要だったとはいえ、レイブンに強力な魔法を託したことが仇となり、再び本に封印される。その後、レイブンの能力も元に戻った。
『呪縛』登場
トライゴン
声 - 千葉一伸/英 - キース・ザラバッカ→ケビン・マイケル・リチャードソン
レイブンの父親。地球に降臨する為の鍵として、レイブンを地球に送り込んだ張本人。レイブンの父親にしては、見た目も心も異なる。スレイドを従える程の強さを誇る。未来では、地球を征服していた。彼の降臨に伴い、レイブンは子供に戻ってしまった。あらゆる超能力を駆使しタイタンズを絶体絶命に追い詰めるが、魔力が復活したレイブンの前にあっけなく敗れ去る。レイブンの心の中にも、「邪心の具現体」として存在している。
『レイブンの謎』『預言の始まり』『暗黒の未来』『滅亡の日 パート1 - 3』登場。
ロクリックス
バルイオールが戦っている相手である、全宇宙の侵略を目論む機械生命体の集団。「意思を持たないファイティングマシーン」（バルイオール談）。飛行形態と人方の双方に変形する。
カタロウ
声 - 飯島肇/英 - キーオン・ヤング
武術の腕に覚えのある盗賊。
ロビンを負かした後、「真（まこと）の師匠」（声 - 竹村叔子/英 - タカヨ・フィッシャー）の事をロビンに告げる。実は真の師匠に弟子入りしていたが、修行に脱落したため、ロビンを先に行かせて楽にクリアしようとしていた。しかし、真の師匠の下で修行を積んだロビンに惨敗した。
『ロビンの修行』登場。
ニュウフの神様
声 - 遠藤純一/英 - ロブ・ポールセン
豆腐の形をした宇宙人。牛乳を元に豆腐ならぬニュウフを作り出すことができ、それを元にボブを無数に生産可能。ニュウフを肉として販売し、地球から肉を奪い去ろうとした。攻撃力は無し。
『お肉はお好き?』登場。
ボブ
声 - 浦山迅/英 - トム・ケイン
スクーターを買うための資金稼ぎに、ビーストボーイがバイトしていたハンバーガーショップの店長。普段は腹の出ている中年男性だが、正体はニュウフの神様の分身で、不気味な姿をしている。特にコレといって攻撃能力は無く、水に弱い。
『お肉はお好き?』登場。
バケモノ（名称不明）
宇宙ステーションを荒らし、ティーン・タイタンズと闘う。宇宙でも移動可能で、惑星を行き来し暴れている。
『ガールフレンド』登場。
エイリアン（名称不明）
墜落した星で、ロビンを襲った宇宙生物。
『ガールフレンド』登場。
マザー・メーアイ
声 - 内田尋子/英 - ビリー・ヘイズ
一見、普通のおばさんだが、その正体は三ツ目の怪物で、相手を洗脳するパイを作る。
『ステキなママ』登場。
ディンドン・ダディ
声 - 中村浩太郎/英 - デヴィッド・ジョンソン
レトロな愛車を乗り回すレース狂。「D」の字が三つ重なった図柄のシャツを着ている。ロビンの大事な物が入ったトランクを盗み出し、それを賞品としてレースに持ち込む。
『激戦ロードレース』登場。
P.サイモン
頭部が「むき出しの脳みそを透明カプセルで包んだ」状態になっている。飛行能力を持ち、異次元空間を開くことができるが、言葉は発しない。
『タイタンズ!応答せよ』『タイタンズ・ゴー!』に登場。
チェシャー
袖が広く長い東洋系の着物を着ており、猫の面をかぶっている。袖から出した両手の甲部分から、長い数本の刃をだす。
『タイタンズ!応答せよ』『タイタンズ・ゴー!』に登場。
謎のモンスター
突然、街に現れたモンスター。触った物質によって、その特色を身に付けることができる。
『旅立ち』に登場。

#### 犯罪者養育組織H.I.V.E.
ギズモ
声 - 乃木まこと→青山桐子/英 - ローレン・トム→タラ・ストロング
H.I.V.E卒業後のハイヴ・ファイヴの元リーダー。天才的なメカの才能を持つ小柄な少年で、自ら開発した様々なギミックを仕込んだバックパックを背負う。バックパックを取られる＝負け，らしい。スレイドの元エージェント。
かなり口が悪く、相手を良く挑発するが、実際はとても気が小さく臆病。サイボーグをライバル視しているようで、彼を「間抜けロボ」と呼んでからかう。
ヴィランでありながら、マスターオブゲームにヒーローとして招集されたことがあり、その際にロビンからタイタンズの通信機を渡されている（ただし直後にサイボーグに取り上げられた）。
マンモス
声 - 酒井敬幸/英 - ケビン・マイケル・リチャードソン
H.I.V.E.の卒業生で、ハイヴ・ファイヴのメンバー。スレイドの元エージェント。遺伝子操作で生まれたミュータントである彼は、力自慢の大男だが、食欲には勝てない。仲間と略奪なども行ったりしているがお菓子をしっかり金を払って買うなど悪ながら純粋な面もある。
ジンクス
声 - 黒河奈美（無印版）、沖佳苗（GO!）/英 - ローレン・トム→タラ・ストロング
H.I.V.E.の卒業生で、ハイヴ・ファイヴのメンバー。ミステリアスな紅一点。相手に呪いをかけて自滅させる光線を発射する。ストーンことサイボーグには気があったらしい。スレイドの元エージェント。三人組のときはギズモがリーダーだったが、5人になったハイヴ・ファイヴでは彼女がリーダーとなっている。
『キッド・フラッシュ』では、オープニングのラストに割り込み、「今回から、番組名はハイヴ・ファイヴになる」と宣言した。
キッド・フラッシュから好意を寄せられており、『タイタンズ・ゴー!』では、彼と一緒にタイタンズの救援にかけつけた。また、マダム・ルージュに認められてブラサーフッド・オブ・イーヴルのメンバーになる野望をもっていた。
「ジンクス」という単語は日本ではいい意味にも悪い意味にも使われるが、英語では悪い意味にしか使われない。この名を持った彼女は常に悪運に付き纏われており、それが「悪役」になる原因になったようである。後にキッド・フラッシュとタイタンズを助けに来た事からも根っからの悪党と言うわけではない。
『危うしタイタンズ』から登場した上記三人は一度H.I.V.Eを卒業しているが、タイタンズに敗れたことから卒業取消となっている。
シーモア
声 - 白熊寛嗣/英 - ケビン・マイケル・リチャードソン
H.I.V.E.の生徒。巨大なひとつ目玉が特徴で、目玉による連射攻撃、偵察、目玉を膨らませて気球にし空を飛ぶ、催眠術など、様々なことに用いる。卒業後ハイヴ・ファイヴのメンバーとなる。戦闘・日常ともにフォロー役。ジンクスに気がある。
プライベート・ハイヴ
声 - 河本邦弘/英 - グレッグ・サイプス
H.I.V.E.の生徒。卒業後、ハイヴ・ファイヴのメンバーとなるが、シーズン5でハイヴ・ファイヴから脱退。
軍人口調で話す軍人のような性格の持ち主。左腕に盾のような物を装備している。
ビリー・ヌメラス
声 - 宮島史年/英 - ジェイソン・マースデン
H.I.V.E.の生徒。自分の体を無限に分身させる能力を持つ。後に卒業し、タイタンズと渡り合う。
シーズン5でキッド・ウィーキッドと共にハイヴ・ファイヴに加わったが、そのため「なぜ6人なのにファイヴなのか」とキッド・フラッシュから突っ込まれる羽目に。
『秘密基地を探れ』『最高の人生』『キッド・フラッシュ』登場。
キッド・ウィーキッド
H.I.V.E.の生徒。闇を使っての空間移動、飛行能力を持つ。卒業後、ハイヴ・ファイヴのメンバーとなる。言葉は発しない。顔以外のコスチュームは、バットマンに似ている。
『秘密基地を探れ』『キッド・フラッシュ』『タイタンズ!応答せよ』『タイタンズ・ゴー!』登場。
エンジェル
H.I.V.E.の女生徒。背中に白い翼を持つ。その翼は普段は小さいが、大型化させて敵を包み込むことができる。言葉は発しない。
『秘密基地を探れ』『タイタンズ!応答せよ』『タイタンズ・ゴー!』登場。
（※名無しの覆面レスラー）
H.I.V.E.の生徒。赤い覆面に胸に星印をつけている。パワー系の外見をしているが、パンサにやられていた。
『タイタンズ!応答せよ』『タイタンズ・ゴー！』登場。
XLテレストリアル
H.I.V.E.の生徒。宇宙人のような姿をしており、胸の矢印スイッチを押して巨大化する。言葉は発しない。ブラザーフッド・オブ・イーブル戦後にタイタンズ名誉メンバーの中にまぎれていた。
『タイタンズ！応答せよ』『タイタンズ・ゴー!』登場。
ブラザー・ブラッド
声 - 清水明彦/英 - ジョン・ディマジオ
H.I.V.E.の新校長。人間をコントロールする目を持つ。
スパイとして潜りこんだストーン（サイボーグ）を高く評価し、優秀な生徒として迎えようとする。シーズン3最終話では、サイボーグの技術を応用し自らの身体をサイボーグ化する。一度見た物は忘れないという能力を持ち、この能力を使ってサイボーグのことを調べた。
『秘密基地を探れ』『ブラッドの逆襲』『タイタンズ・イースト パート1〜2』登場。

#### ブラザーフッド・オヴ・イーヴル
シーズン5第1話から登場。ドゥームパトロールが長年追い続けている、凶悪な組織である。
ブレイン
声 - 河本邦弘/英 - グレン・シャディックス
組織のボス。名前の通り本体は脳（ブレイン）のみ。「史上最強の脳みそ」と言われている。
ムッシュ・マーラー
声 - 斧アツシ/英 - グレン・シャディックス
ブレインの副官である、高知能をもったマウンテンゴリラ。上流階級を思わせる言葉を話し、ブレインの指示通りの機械を発明する。普通のゴリラ以上のパワーを持つ。
マダム・ルージュ
声 - 米村千冬/英 - ヒンデン・ウォルチ
フランス人。体をゼリー状のように自由自在に伸縮することができ、変装も完璧にこなすが、その技などを真似る事はできない。かなりの強敵でハイヴ・ファイヴを一人で手玉にとっていたキッド・フラッシュを追い詰めるほど。組織のメンバーだが、忠実に従っているわけではない。
イモータス将軍
声/英 - ザンダー・バークレー
不死身の体を持ち、無数の様々な軍隊を率いる。太古の昔より、時代を越えて世界規模で戦いに参加してきた（古代エジプト、古代ローマ、戦国時代、中世、世界大戦など）。孫子に兵法を教えたと自称する。

### 長編（東京で大ピンチ!）
ダイゾー
声 - 納谷六朗/英 - キーオン・ヤング
「東京機動隊」（Tokyo Trooper。Teen Titansとイニシャルが同じ）の司令官、本名は上原大造。実は筆将軍の力で悪人を作り、それを捕まえる事で英雄となっていた。
サイコテック
声 - 梯篤司/英 - キーオン・ヤング
筆将軍に作り出された犯罪者。町で暴れタイタンズと戦いの後に捕獲されるが、筆将軍の名をした瞬間あとかたもなく消えてしまった後、筆将軍の力で再び誕生した。体のパーツを失っても再生する能力をもつ。サムライのような喋り方をしており、原語ではカタコトの日本語を話している。
筆将軍
声 - 石住昭彦/英 - ケイリー・タガワ
日本古来から伝わる伝説の犯罪者。描いた絵に命を与える力を持つ。元は売れない絵描きであったが、絵に命を与える為に行った魔術の代価で怪物となった。
ダイゾーに捕らえられて大手漫画出版社の印刷機に接続され、強制的に悪人を作らされている。
ニャーニャ
声 - 豊口めぐみ/英 - ジャニス・カワエ
筆将軍に作られた猫娘。
東京機動隊員
ダイゾーの部下達。全員、筆将軍の力で命を与えられた絵である。

## メカニック
Tカー
サイボーグが作り上げた車。システムなどが同じらしい。
Tシップ
潜水艦や、ロケットとしても使える。バラバラになって、それぞれで行動もできる。
タイタンズタワーの装置
タイタンズタワーは、入り口に手相をチェックするところがあり、タイタンズの手相を持っていなければ、入れないようになっている。大画面のテレビ等もある。
サイボーグのコンピュータ
サイボーグのバッテリーを補充している。ゲームをプレイする事も可能。
Rサイクル
ロビンのバイク。軽くて、ジャンプ力抜群。

## スタッフ
- 原案 - DCコミックス
- 総監督 - グレン・ムラカミ
- シリーズディレクター - マイケル・チャン、シロ・ニエリ、アレックス・ソト
- シリーズ構成 - デヴィッド・スラック
- キャラクターデザイン - デリック・J・ワイアット、ブリアン・ドルーハード、ジョン・スズキ、グレン・ムラカミ
- 編集 - ジョー・ガル
- 音楽 - クリストファー・カーター、ロリータ・リトマニス、マイケル・マッキション
- 音声演出・キャスティング - アンドレア・ロマーノ
- 制作担当 - サム・レジスター（カートゥーン ネットワーク）
- プロデューサー - リンダ・M・ステイナー、ブルース・ティム
- エグゼクティブ・プロデューサー - サンダー・シュワルツ
- アニメーション制作 - ワーナー・ブラザース・アニメーション
- アニメーション制作協力 - 同友アニメーション、ロット・アニメーション
- 製作 - ワーナー・ブラザース・アニメーション、DCコミックス

### 日本語版制作スタッフ
- 演出 - 高田浩光
- 翻訳 - 大森久美子、石渡恵理子
- 調整 - 星野賢爾（1 - 52）、重光秀樹（53 - ）
- 制作担当 - 相原正之（1 - 52）、米屋林太郎（1 - 26）、尾澤美牧、田中知（東京で大ピンチ）
- プロデュース（1 - 26、53 - ）/プロデューサー（27 - 52） - 末次信二
- エグゼクティブ・プロデューサー - 松下健司（27 - 52）
- 制作 - カートゥーン ネットワーク、HALF H・P STUDIO

## 放映リスト
現在全5シーズン―65話。

### シーズン1
| 話数 | 邦題                | 原題                 | 放送日         | 放送日          |
| ---- | ------------------- | -------------------- | -------------- | --------------- |
| 1    | 仲間割れのピンチ    | Divide and Conquer   | 2003年 7月19日 | 2004年 11月22日 |
| 2    | お姫様の秘密        | Sisters              | 7月26日        | 11月23日        |
| 3    | 危うしタイタンズ    | Final Exam           | 8月2日         | 11月24日        |
| 4    | カミナリ兄弟        | Forces of Nature     | 8月16日        | 11月25日        |
| 5    | サイボーグの悩み    | The Sum of His Parts | 8月23日        | 11月26日        |
| 6    | レイブンの謎        | Nevermore            | 8月30日        | 11月29日        |
| 7    | 入れ替わった2人     | Switched             | 9月6日         | 11月30日        |
| 8    | 6人目のヒーロー     | Deep Six             | 9月13日        | 12月1日         |
| 9    | レッドエックス      | Masks                | 9月20日        | 12月2日         |
| 10   | - （※）             | Mad Mod              | 9月27日        | N/A             |
| 11   | Tカーを取り戻せ！   | Car Trouble          | 10月4日        | 12月3日         |
| 12   | スレイドの野望 前編 | Apprentice (Part 1)  | 10月11日       | 12月6日         |
| 13   | スレイドの野望 後編 | Apprentice (Part 2)  | 11月11日       | 12月7日         |

※過去にポケモンショックを起こしたものと類似した映像効果を含んでいた為に日本未放映。なお、米国では通常放送され、挿入歌にはパフィーの『K2G 〜キミにGO!〜』がそのまま使用。

### シーズン2
| 話数     | 邦題             | 原題                  | 放送日         | 放送日         |
| -------- | ---------------- | --------------------- | -------------- | -------------- |
| 1（14）  | 友情は永遠？     | How Long Is Forever?  | 2004年 1月10日 | 2004年 12月8日 |
| 2（15）  | 犬も歩けば…      | Every Dog Has His Day | 1月17日        | 12月9日        |
| 3（16）  | 大地の少女テラ   | Terra                 | 1月24日        | 12月10日       |
| 4（17）  | ゲーム王アトラス | Only Human            | 1月31日        | 12月13日       |
| 5（18）  | ホラーナイト     | Fear Itself           | 2月7日         | 12月14日       |
| 6（19）  | ロビンの恋人     | Date with Destiny     | 2月14日        | 12月15日       |
| 7（20）  | 私はモンスター？ | Transformation        | 2月21日        | 12月16日       |
| 8（21）  | 帰ってきたテラ   | Titan Rising          | 2月28日        | 12月17日       |
| 9（22）  | ヒーロー大集合   | Winner Take All       | 3月6日         | 12月20日       |
| 10（23） | 裏切り           | Betrayal              | 7月31日        | 12月21日       |
| 11（24） | もう1人のロビン  | Fractured             | 8月7日         | 12月22日       |
| 12（25） | 対決 前編        | Aftershock (Part 1)   | 8月14日        | 12月23日       |
| 13（26） | 対決 後編        | Aftershock (Part 2)   | 8月21日        | 12月24日       |

### シーズン3
| 話数     | 邦題                                         | 原題                                                     | 放送日         | 放送日          |
| -------- | -------------------------------------------- | -------------------------------------------------------- | -------------- | --------------- |
| 1（27）  | 秘密基地を探せ                               | Deception                                                | 2004年 8月28日 | 2005年 11月22日 |
| 2（28）  | 帰ってきたレッドエックス                     | X                                                        | 9月4日         | 11月29日        |
| 3（29）  | お姫様の結婚式                               | Betrothed                                                | 9月11日        | 12月6日         |
| 4（30）  | ミクロの大作戦                               | Crash                                                    | 9月18日        | 12月13日        |
| 5（31）  | スレイドの亡霊                               | Haunted                                                  | 10月2日        | 12月20日        |
| 6（32）  | 呪縛                                         | Spellbound                                               | 10月9日        | 12月27日        |
| 7（33）  | キング・モッディ1世                          | Revolution                                               | 10月16日       | 2006年 1月2日   |
| 8（34）  | ブラッドの逆襲                               | Wavelength                                               | 10月23日       | 1月3日          |
| 9（35）  | 内なる野獣                                   | The Beast Within                                         | 10月30日       | 1月4日          |
| 10（36） | わたくしのペット？                           | Can I Keep Him?                                          | 11月6日        | 1月5日          |
| 11（37） | バニー・レイブンあるいはタイタンズ脱出大魔術 | Bunny Raven... or... How to Make A Titananimal Disappear | 2005年 1月8日  | 1月6日          |
| 12（38） | タイタンズ・イースト パート1                 | Titans East (Part 1)                                     | 1月15日        | 1月9日          |
| 13（39） | タイタンズ・イースト パート2                 | Titans East (Part 2)                                     | 1月22日        | 1月10日         |

### シーズン4
| 話数     | 邦題             | 原題                  | 放送日         | 放送日         |
| -------- | ---------------- | --------------------- | -------------- | -------------- |
| 1（40）  | テレビ王国       | Episode 257–494       | 2005年 1月29日 | 2006年 1月11日 |
| 2（41）  | 原始人サイボーグ | Cyborg the Barbarian  | 2月5日         | 1月12日        |
| 3（42）  | 預言の始まり     | Birthmark             | 2月12日        | 1月13日        |
| 4（43）  | ロビンの修行     | The Quest             | 2月19日        | 1月16日        |
| 5（44）  | お肉はお好き？   | Employee of The Month | 5月21日        | 1月17日        |
| 6（45）  | トローク         | Troq                  | 5月28日        | 1月18日        |
| 7（46）  | 暗黒の未来       | The Prophecy          | 6月4日         | 1月19日        |
| 8（47）  | ガールフレンド   | Stranded              | 6月11日        | 1月20日        |
| 9（48）  | 最高の人生       | Overdrive             | 6月18日        | 1月23日        |
| 10（49） | ステキなママ     | Mother Mae-Eye        | 6月25日        | 1月24日        |
| 11（50） | 滅亡の日 パート1 | The End, Part 1       | 7月2日         | 1月25日        |
| 12（51） | 滅亡の日 パート2 | The End, Part 2       | 7月9日         | 1月26日        |
| 13（52） | 滅亡の日 パート3 | The End, Part 3       | 7月16日        | 1月27日        |

### シーズン5
日本では初回放送時のみ「タイタンズ・ビギニング」を放送後にドゥームパトロール（前編・後編）から放送。
| 話数     | 邦題                          | 原題                        | 放送日         | 放送日         |
| -------- | ----------------------------- | --------------------------- | -------------- | -------------- |
| 1（53）  | ドゥーム・パトロール パート1  | Homecoming (Part 1)         | 2005年 9月24日 | 2007年 2月13日 |
| 2（54）  | ドゥーム・パトロール パート2  | Homecoming (Part 2)         | 10月1日        | 2月14日        |
| 3（55）  | 信頼                          | Trust                       | 10月8日        | 2月15日        |
| 4（56）  | 決定版 タイタンズ・チャレンジ | For Real                    | 10月15日       | 2月16日        |
| 5（57）  | レッド・スター                | Snowblind                   | 10月29日       | 2月19日        |
| 6（58）  | 地底の少女 コール             | Kole                        | 11月5日        | 2月20日        |
| 7（59）  | ベビーシッターは楽じゃない    | Hide and Seek               | 11月12日       | 2月21日        |
| 8 (60)   | キッド・フラッシュ            | Lightspeed                  | 12月3日        | 2月22日        |
| 9（61）  | 激戦ロードレース              | Revved Up                   | 12月10日       | 2月23日        |
| 10（62） | タイタンズ ビギニング         | Go!                         | 12月17日       | 2月12日        |
| 11（63） | タイタンズ！応答せよ          | Calling All Titans (Part 1) | 2006年 1月7日  | 2月27日        |
| 12（64） | タイタンズ・ゴー！            | Titans Together (Part 2)    | 1月14日        | 2月28日        |
| 13（65） | 旅立ち                        | Things Change               | 1月16日        | 3月1日         |

## 長編
- タイタンズVSパワーパフガールズ

『ティーン・タイタンズ 東京で大ピンチ!』（原語：Teen Titans: Trouble in Tokyo）は、ティーン・タイタンズの初の映画作品。日本を舞台にしたエピソードとなっている。アメリカは、2006年9月15日にカートゥーン ネットワークでテレビ映画として放送され、同年9月16日にKids' WBで放送された。日本では2007年6月30日にカートゥーン ネットワークで放送された。

## ティーン・タイタンズGO!
『ティーン・タイタンズGO!』（原語：TEEN TITANS GO!）はアメリカでは2013年4月23日より放送開始された。また、日本では2014年9月7日よりカートゥーンエクスプレス枠内でニューエピソードが放映されている。
基本的にコメディ主体でキャラクターが2頭身にリデザインされている。
2018年7月27日にアメリカで劇場版が公開された。日本については映画館では公開されず（ビデオスルー）、2019年7月3日に字幕版がiTunes Storeにて配信開始となった。